# Elevony

Elevony vyznačené na půdorysu stíhačky F-102 Delta Dagger

Elevony jsou ovládací plochy letadel instalované na odtokové hraně křídla, které kombinují funkci výškových kormidel (při vychýlení souhlasným směrem) a křidélek (při vychýlení nesouhlasném) a kontrolují tak let jak ve výškové tak i příčné rovině.
Používají se zejména u letounů s delta křídlem a samokřídel, zejména u velmi rychlých typů, jako jsou například Eurofighter, Concorde a Space Shuttle.
Termín elevon je portmanteau z anglických slov elevator (výškové kormidlo) a aileron (křidélko).